# Viola incognita
Viola incognita là một loài thực vật có hoa trong họ Hoa tím. Loài này được Brainerd miêu tả khoa học đầu tiên năm 1905.